# Jean-Henri Azéma
Pour les articles homonymes, voir Azéma.
Jean-Henri Azéma, dit Jean Azéma, est un poète français né à Saint-Denis (île de la Réunion) le 28 décembre 1913 et mort à Buenos Aires (Argentine) le 13 octobre 2000. Il fut collaborationniste pendant la Seconde Guerre mondiale.

## Biographie

### Jeunesse et famille
Fils d'Henri Azéma, Jean Azéma étudie d'abord au lycée Leconte-de-Lisle de sa ville natale et y fait la rencontre d'un surveillant qui l'amène à s'intéresser au maurrassisme. Il quitte ensuite La Réunion en 1933 pour Paris : il est élève au lycée Louis-le-Grand, puis entreprend des études de droit. Dans la capitale, il fréquente notamment Robert Brasillach et Pierre Drieu La Rochelle et milite à l'Action française.
Il a alors trois fils d'un premier mariage : Jean-Pierre, qui deviendra un éminent historien de la Seconde Guerre mondiale, Jean-Jacques et Jean-Loup.

### La Collaboration
Quand éclate la Seconde Guerre mondiale, Jean Azéma se bat d'abord dans les troupes coloniales au sein du 23e Régiment d'Infanterie coloniale et est décoré de la Croix de guerre pour actes d'héroïsme. Il est capturé avec son unité mais parvient cependant à s'évader avant son transfert dans un camp de prisonnier en Allemagne. Revenu à Paris et rattrapé par ses premières sympathies, il choisit de ne pas partir pour Londres comme ses camarades. Il devient bientôt la voix du gouvernement de Vichy sur Radio-Paris. À ce poste, il n'ignore pas les rafles. Il publie des nouvelles dans Je suis partout.
Adhérent du Parti populaire français (PPF, fasciste) de Jacques Doriot, il est interné trois mois pour un article hostile à Pierre Laval paru dans le journal collaborationniste Au Pilori[réf. nécessaire].
En 1944, à l'approche des Alliés, il quitte la capitale avec les Allemands et s'engage dans la Waffen-SS. Plus précisément, comme il admire Léon Degrelle, le fondateur du rexisme, il intègre la 28e SS-Freiwilligen-Grenadier-Division Wallonie (juin 1944) et fréquente, en compagnie d'aspirants officiers wallons, l'académie militaire de Kienschlag-Neweklau avant d'en être expulsé pour désaccord avec le professeur de philosophie.
En Allemagne, il participe avec André Algarron à la création de Radio-Patrie, radio siégeant à Bad Mergentheim et contrôlée par le PPF. Il en est néanmoins exclu par Jacques Doriot pour avoir attaqué Pierre Laval. Il assiste sous l'uniforme nazi au bombardement de la Ruhr et à l'écrasement du Troisième Reich.

### Péripéties en Amérique latine
Après la chute de Berlin, Jean-Henri Azéma passe en Suisse et s'installe en Argentine, où commence une longue période d'exil. La France libérée le condamne par contumace à la prison à perpétuité. Ses biens ayant été confisqués en Europe, il survit de petits métiers en devenant docker ou garçon de café. Il finit par devenir journaliste.
Il se prend au jeu d'une nouvelle guerre, la révolution que veut mener Víctor Paz Estenssoro. Mais le mouvement avorte et Jean-Henri Azéma doit à nouveau s'exiler, en Bolivie cette fois. Revenu à Buenos Aires plus tard, il renonce à la politique et fonde une agence de publicité.

### Sursaut poétique
Amnistié en 1970 sous Georges Pompidou, il revient à La Réunion en 1978 après que son quatrième fils Paul-Jean, né en Argentine d'un second mariage, lui a fait remarquer qu'il y est inconnu, étranger. Piqué au vif, il crée en quinze jours depuis Madrid un hommage à la culture créole à partir d'un vieux texte commencé en 1955, Le testament de l'exilé. Augmenté d'images, Olographe le transforme en auteur majeur de la littérature réunionnaise.
Toujours publicitaire en Argentine en 1990, il revient à la Réunion en voyage cette année-là. Il y présente au festival du livre de l'océan Indien un ouvrage intitulé Au soleil des Dodos, dédié à Cotia Rico Peña, sa femme décédée. Il reconnaît alors s'être trompé et avoir déraillé pendant la guerre. Il nie avoir eu connaissance des camps d'extermination.
Lorsqu'il meurt, dix ans plus tard, une partie de ses cendres et celles de son épouse sont jetées au vent au Champ Borne et à Boucan Canot. Le reste est lancé à la mer depuis la baie du Tombeau, à l'île Maurice.

## Publications
- Olographe, 1979.
- D'Azur à perpétuité, 1979.
- Le pétrolier couleur antaque, 1982, Éditions Les Trois Salazes.
- Le Dodo vavangueur, 1986.
- Au soleil des dodos, 1990, Éditions caribéennes.
- Margozes sont les saisons, 1990
- Rhum Blanc, 1996, Ader Village Titan.
- Rhum marron, 1998, Ader Village Titan.
- Archives en Chair Vive, 1999, Ader Village Titan.

Un autre livre existe, encore non publié, Au Flanc du Fanjant Flottant.

## Distinctions
- Ordre de la Francisque